# Maszów (województwo lubelskie)
Maszów – wieś w Polsce, położona w województwie lubelskim, w powiecie krasnostawskim, w gminie Rudnik.
| SIMC    | Nazwa        | Rodzaj    |
| ------- | ------------ | --------- |
| 0897711 | Maszów Dolny | część wsi |
| 0897728 | Maszów Górny | część wsi |

W latach 1975–1998 wieś administracyjnie należała do województwa zamojskiego.
Wieś stanowi sołectwo gminy Rudnik. Według Narodowego Spisu Powszechnego (III 2011 r.) wieś liczyła 313 mieszkańców. 